# 第6师团 (日本陆军)
第6师团（熊本師團）是大日本帝國陸軍的一个甲种师团，是日军在二战爆发前17个常备师团之一，装备较精良，战斗作风野蛮彪悍，曾造成了濟南慘案，也是南京大屠杀期间參與暴行的日军主要部队之一。

## 兵员及军官
师团长原为的谷寿夫中将，因在南京大屠杀中纵容下属，其战争罪行受到国际舆论的强烈谴责，日军大本营被迫将他召回日本，由稻葉四郎接任师团长。
第6师团最早攻入南京，进入南京后驻扎于中华门一带，此处是南京城中屠杀最多的地方。
抗战爆发时该师为四边形编制，到1940年，其下属的第47联队被第48师团吸收，该师遂改编为三角师。

## 歷代師團長
- 山地元治 中將：明治21年（1888年）5月14日 - 明治23年6月7日
- 野崎貞澄 中將：明治23年（1890年）6月7日 - 明治25年12月8日
- 北白川宮能久親王 中將：明治25年（1892年）12月8日 - 明治26年11月10日
- 黑木為楨 中將：明治26年（1893年）11月10日 - 明治29年10月14日
- 茨木惟昭 中將：明治29年（1896年）10月14日 - 明治33年4月25日
- 伊瀬知好成 中將：明治33年（1900年）4月25日 - 明治35年5月5日
- 大久保春野 中將：明治35年（1902年）5月5日 - 明治39年7月6日
- 西島助義 中將：明治39年（1906年）7月6日 - 明治42年9月3日
- 木越安綱 中將：明治42年（1909年）9月3日 - 明治44年9月6日
- 梅澤道治 中將：明治44年（1911年）9月6日 - 大正4年10月4日
- 明石元二郎 中將：大正4年（1915年）10月4日 - 大正7年6月6日
- 小池安之 中將：大正7年（1918年）6月10日 - 大正10年6月28日
- 山田虎夫 中将：大正10年（1921年）6月28日 - 大正11年11月24日
- 柚原完藏 中將：大正11年（1922年）11月24日 - 大正15年3月2日
- 福田彦助 中將：大正15年（1926年）3月2日 - 昭和4年8月1日
- 荒木貞夫 中將：昭和4年（1929年）8月2日 - 昭和6年8月8月1日
- 坂本政右衛門 中將：昭和6年（1931年）8月8月1日 - 昭和9年3月5日
- 香椎浩平 中將：1934年（昭和9年）3月5日 - 昭和10年12月2日
- 谷寿夫 中將：昭和10年（1935年）12月2日 - 昭和12年12月28日
- 稲葉四郎 中將：昭和12年（1937年）12月28日 - 昭和14年12月1日
- 町尻量基 中將：昭和14年（1939年）12月1日 - 昭和16年4月1日
- 神田正種 中將：昭和16年（1941年）4月1日 - 昭和20年4月1日
- 秋永力 中將：昭和20年（1945年）4月1日 - 无条件投降

## 第6师团建制（1937年）
- 第6师团

师团长谷寿夫中将，参谋长下野一霍大佐
- 步兵第11旅团：旅团长圾井德太郎少将
  - 步兵第13联队
  - 步兵第47联队
- 步兵第36旅团：旅团长牛岛满少将
  - 步兵第23联队
  - 步兵第45联队
- 骑兵第6联队
- 野炮兵第6联队
- 工兵第6联队
- 辎重兵第6联队
- 通信队
- 卫生队：第1至第4野战医院

## 第6师團建制（1945年）及主官
- 第6师团
- 歩兵第13聯隊（熊本）：牟田豊治大佐
- 歩兵第23聯隊（都城）：福田環中佐
- 歩兵第45連隊（鹿兒島）：福永康夫大佐
- 野砲兵第6聯隊：中村光平大佐
- 騎兵第6聯隊：越沢三郎大佐
- 工兵第6聯隊：柴原貞喜少佐
- 輜重兵第6聯隊：服部政之助大佐
- 第6師團通信隊：定岡正憲大尉
- 第6師團兵器勤務隊：岩下鐵男大尉
- 第6師團衛生隊：安部政太郎中佐
- 第6師團第1野戰病院：鈴木文治軍医少佐
- 第6師團第2野戰病院：永田盛雄軍医少佐
- 第6師團第4野戰病院：石原定次軍医少佐
- 第6師團病馬廠：永友登獣医大尉
- 第6師團架橋材料隊：矢部茂少佐

## 参加太平洋战争
1942年末，第6师团作为百武晴吉中将的第17軍的主力参加瓜岛争夺战，主力被派往所罗门群岛以北的布干维尔岛，下属第13联队被派往所罗门群岛中部的新乔治亞岛等岛。遭到驻岛美军猛烈打击，第6师团损失很大，所属第13联队于1943年9月下旬撤回布干维尔岛。日军第17军驻守布干维尔岛，11月1日美军在该岛西海岸登陆成功并立刻建成了桥头堡和机场。日军第17军几次反突击失败。美军随后没有积极进攻，接替美军的澳大利亚军队向第6师团猛烈不间断攻击，第6师团节节败退到布因地区时，日本无条件投降了。

## 来自该师团的南京大屠杀人证
侵入南京的该师团辎重第6联队小队长高城守一日记中说，1937年12月14日，他看到南京下关江边：“尸体像漂流的木头被浪冲了过来；在岸边，重叠地堆积着的尸体一望无际。这些尸体可能有几千、几万，数目大得很。” 

## 相關項目
- 大日本帝國陸軍師團列表
- 布干維爾島戰役 (1943-1945)